# سیارک ۱۱۷۹۷
سیارک ۱۱۷۹۷ (به انگلیسی: 11797 Warell، نامگذاری:1980FV2) یازده هزار و هفتصد و نود و هفتمین سیارک کشف شده‌است که در ۱۶ مارس ۱۹۸۰ کشف شد.
قدر مطلق سیارک برابر ۲۹٫۵ است.